# بالو تابلا
بالو جيان يفس تابالا (بالإنجليزية: Ballou Jean-Yves Tabla)‏ لاعب كرة قدم كندي من أصل إيفواري ولد بتاريخ 31 مارس 1999 في أبيدجان عاصمة ساحل العاجل يلعب حاليا مع أتليتيكو أوتاوا.

## الأندية التي لعب لها
لعب لنادي مونتريال ومونتريال إمباك وبرشلونة ب وألاباستي.

## هوامش
1. ↑  نادي إمباكت مونتريال تغيّر اسمه إلى نادي مونتريال في 2021

## وصلات خارجية
بالو تابلا على موقع اتحاد تركيا (لاعب) (الإنجليزية)
- بالو تابلا على موقع الدوري الأمريكي (الإنجليزية)
- بالو تابلا على موقع قاعدة بيانات كرة القدم.إي يو (الإنجليزية)
- بالو تابلا على موقع ناشيونال فوتبول تيمز (الإنجليزية)
- بالو تابلا على موقع Soccerway.com (الإنجليزية)
- بالو تابلا على موقع عالم كرة القدم.نت (الإنجليزية)